# بابکن آرارکتسیان
بابکن گورگنی آرارکتسیان (ارمنی: Բաբկեն Գուրգենի Արարքցյան؛ زادهٔ ۱۶ سپتامبر ۱۹۴۴ - درگذشته ۱۲ نوامبر ۲۰۲۳) ریاضی‌دان و سیاستمدار اهل ارمنستان بود. وی نماینده دوره‌های اول شورای عالی جمهوری ارمنستان و اول مجلس ملی جمهوری ارمنستان بوده است.